# Макквіні (Техас)
Макквіні (англ. McQueeney) — переписна місцевість (CDP) в США, в окрузі Гвадалупе штату Техас. Населення — 2397 осіб (2020).

## Географія
Макквіні розташоване за координатами 29°36′2″ пн. ш. 98°2′51″ зх. д. / 29.60056° пн. ш. 98.04750° зх. д. (29.600453, -98.047576).  За даними Бюро перепису населення США в 2010 році переписна місцевість мала площу 11,80 км², з яких 10,79 км² — суходіл та 1,01 км² — водойми.

## Демографія
Згідно з переписом 2010 року, у переписній місцевості мешкало 2545 осіб у 1004 домогосподарствах у складі 707 родин. Густота населення становила 216 осіб/км².  Було 1356 помешкань (115/км²).
Расовий склад населення:
| - 88,8 % — білих - 2,7 % — чорних або афроамериканців - 0,8 % — корінних американців - 0,4 % — азіатів - 0,1 % — вихідців з тихоокеанських островів - 5,3 % — осіб інших рас |

До двох чи більше рас належало 2,0 %. Частка іспаномовних становила 28,8 % від усіх жителів.
За віковим діапазоном населення розподілялося таким чином: 22,3 % — особи молодші 18 років, 62,7 % — особи у віці 18—64 років, 15,0 % — особи у віці 65 років та старші. Медіана віку мешканця становила 42,5 року. На 100 осіб жіночої статі у переписній місцевості припадало 97,9 чоловіків;  на 100 жінок у віці від 18 років та старших — 99,7 чоловіків також старших 18 років.
Середній дохід на одне домашнє господарство  становив 88 002 долари США (медіана — 56 047), а середній дохід на одну сім'ю — 104 137 доларів (медіана — 72 287). За межею бідності перебувало 5,2 % осіб, у тому числі 8,9 % дітей у віці до 18 років та 9,3 % осіб у віці 65 років та старших.
Цивільне працевлаштоване населення становило 1317 осіб. Основні галузі зайнятості: освіта, охорона здоров'я та соціальна допомога — 21,3 %, виробництво — 13,4 %, науковці, спеціалісти, менеджери — 11,2 %, будівництво — 10,9 %.